# Paedophryne amauensis
Paedophryne amauensis (лат.) — вид мелких лягушек из семейства узкороты, или микроквакши (Microhylidae). Являются одними из самых маленьких позвоночных в мире. Длина взрослой особи составляет всего 7—8 миллиметров. Эндемики Папуа-Новой Гвинеи. Обитают в подстилочном слое среди опавшей листвы.
Вид Paedophryne amauensis был включён Международным институтом исследования видов в список «Десять самых замечательных видов» за 2013 год как мельчайшее из известных и исследованных на то время позвоночных.

## Распространение
Папуа — Новая Гвинея, Центральная провинция, окрестности деревни Амау, 9°58′57″ ю. ш. 148°34′43″ в. д.; обнаружены на высоте 177 м над уровнем моря.

## Биологическое описание

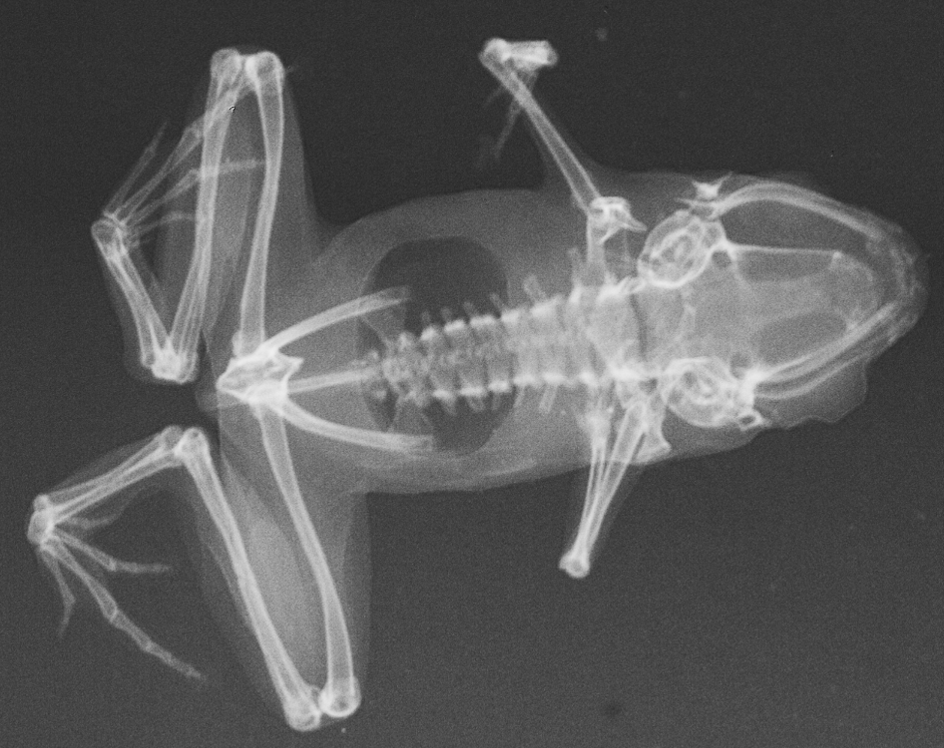
Рентгенограмма паратипа Paedophryne amauensis.

Окраска в основном коричневая с нерегулярными ржаво-бурыми и беловато-голубыми отметинами (спинная поверхность тёмно-коричневая, а цвет боковых и брюшной частей тела от коричневой до синевато-серой). Для обитающих в лесной подстилке тропических лесов лягушек такая пятнисто-коричневая окраска служит хорошим камуфляжем. Длина взрослой особи равна в среднем 7,7 миллиметра. Как и другие представители рода, этот вид характеризуется редуцированным числом фаланг пальцев и числом пресакральных позвонков (их только 7). Ноги сравнительно длинные: отношение длины голени (от пятки до изгиба у места прикрепления к бедру) и тела (TL/SV) составляет 0,478 — 0,507. Морда широкая и короткая (EN/SV = 0,075—0,084, EN/IN = 0,667—0,765), глаза относительно крупные (EY/SV = 0,127—0,150). Формула фаланг пальцев: 1-2-3-2 (передние конечности) и 1-2-3-4-1 (задние конечности).
Ранее мельчайшими позвоночными считались рыбы, например, такие как Paedocypris progenetica из Индонезии, взрослые особи которых имеют размеры от 7,9 до 10,3 мм. У вида Paedophryne amauensis размерный диапазон простирается в пределах от 7 до 8 мм (в среднем — 7,7 мм), что немного меньше, чем у близких видов лягушек из того же рода: 8,5—9,0 мм у P. dekot, 10,4—10,9 мм у P. kathismaphlox и 11,3 мм у P. oyatabu. Paedophryne amauensis отличается от них и относительно более длинными ногами (TL/SV = 0,35—0,39 у вида P. kathismaphlox; 0,40 — P. oyatabu; 0,427—0,471 — P. swiftorum) и пропорциями головы (EN/SV = 0,062 и EN/IN = 0,64 у вида P. oyatabu; EN/SV = 0,067-0,079 и EN/IN = 0,78—0,80 — P. kathismaphlox). В 2024 году были обнаружены ещё более мелкие представители у ранее известного вида лягушек — Brachycephalus pulex со средней длиной самцов 7,1 мм (6,45—7,90 мм).

### Сравнение размеров

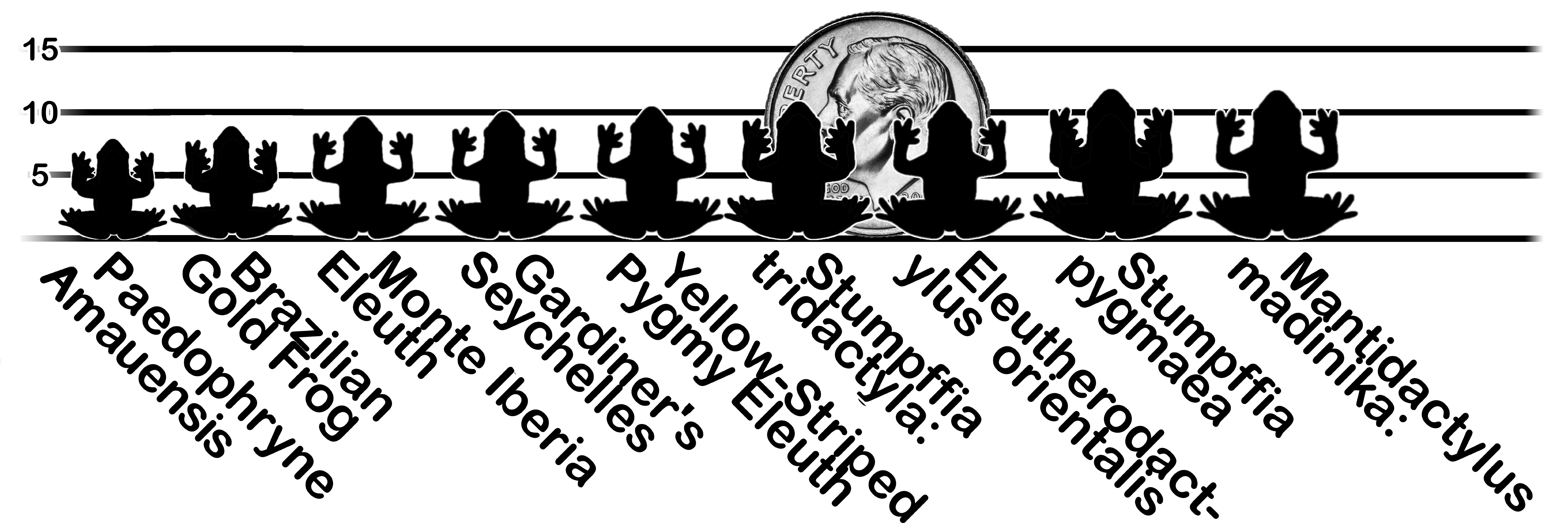
Сравнительные размеры мельчайших лягушек.

## Открытие
Представители этого вида были обнаружены в августе 2009 года герпетологом и экологом Кристофером Остином (англ. Christopher Austin, Louisiana State University) и аспирантом Эриком Риттмейером (англ. Eric Rittmeyer) во время экспедиции по исследованию видового разнообразия Новой Гвинеи. Находка была сделана на юго-востоке острова в окрестностях селения Amau Village. Ночью исследователям удалось записать издаваемые новым видом звуки, которые не были похожи на обычное кваканье лягушек, а более напоминали стрекотание насекомых. Сигнал состоял из непрерывной серии высоких звуков с доминирующей частотой ~8400—9400 Гц. Отдельные сигналы имели продолжительности 2—14 миллисекунд и издавались с частотой на уровне 1,5 раза в секунду. Обычно сигнализация отдельной особи длится от одной до трех минут, а затем они кратко отдыхают перед возобновлением. За 5,5 минут записанной звуковой последовательности, одна особь издала в общей сложности 355 сигналов в четырёх группах, с интервалом между группами, начиная от 3,3 и до 40,8 сек.

## Этимология
Видовое название P. amauensis дано по имени места обнаружения типовой серии, около деревни Амау (англ. Amau Village) в Центральной провинции Папуа — Новой Гвинеи.